# 陵谷站
陵谷站（：／ Neunggok yeok */?）是 京義線、西海線和郊外线沿線的一座地面車站，位於韓國京畿道高陽市德陽區土堂洞。车站为首都圈電鐵京義·中央線和首都圈電鐵西海線列车的轉乘站，貨運列車郊外線行經本站停靠。

## 車站結構
站體為4面9線混合式月台的地面車站，中間兩個低床月台原先供DMZ和平列車停靠，和平列車停駛後改为西海線列車停靠；外側2個高床月台則由首都圈電鐵京義·中央線使用中。

### 月台配置
| ↑ 幸信                          |
| １２ \| ３４ \| ５６ \| ７８ \| |
| 大谷（京義·中央線、西海線）↓    |

| 月台 | 路線                   | 目的地                             |
| ---- | ---------------------- | ---------------------------------- |
| 1、2 | ●首都圈電鐵京義·中央線 | 龍山、首爾、清涼里、德沼、龍門方向 |
| 3、4 | ●首都圈電鐵西海線      | 素砂、始興市廳、草芝、元時方向     |
| 5、6 | ●首都圈電鐵西海線      | 大谷、一山方向                     |
| 7、8 | ●首都圈電鐵京義·中央線 | 大谷、一山、文山方向               |

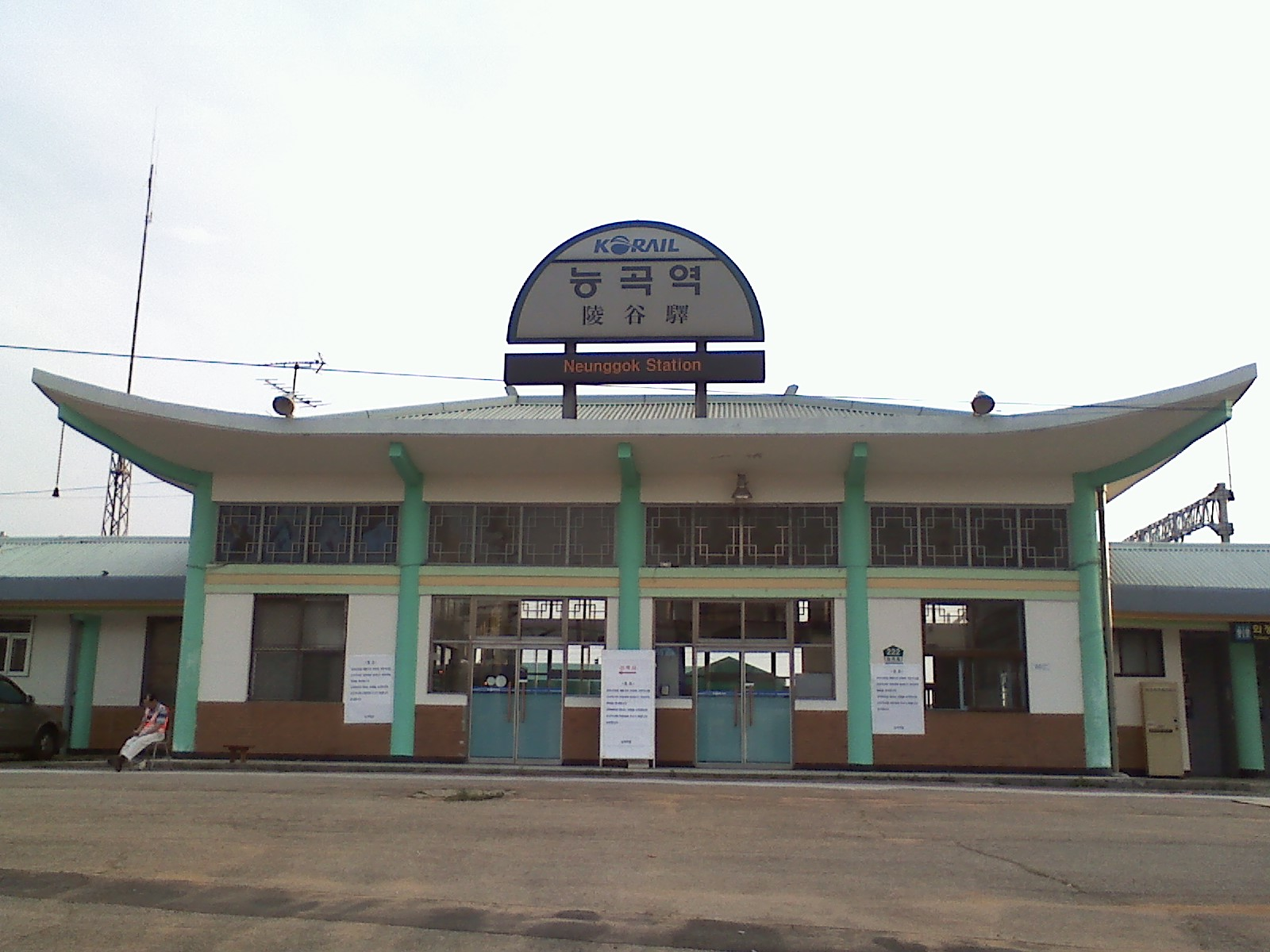
舊站舍建築
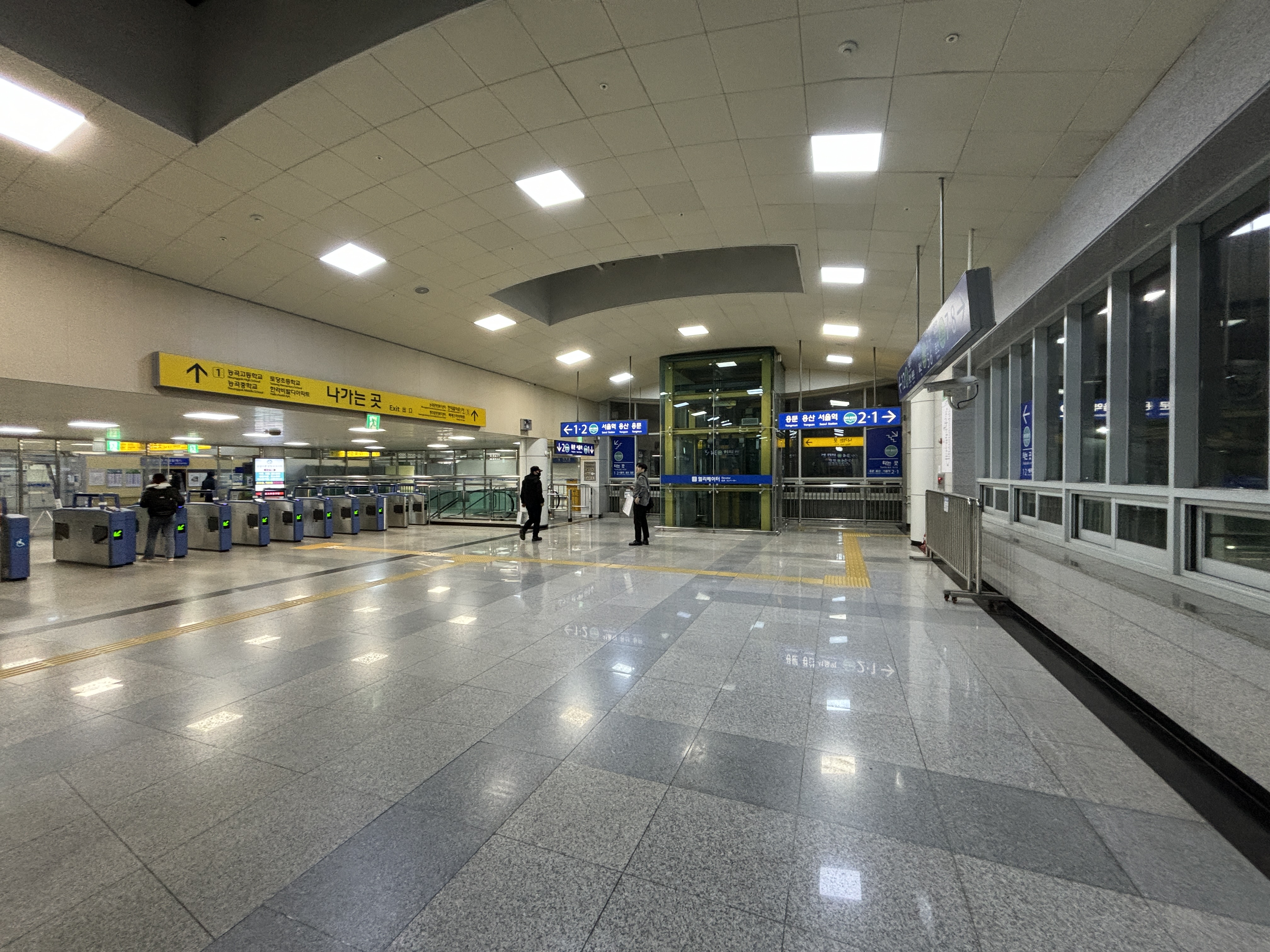
站厅
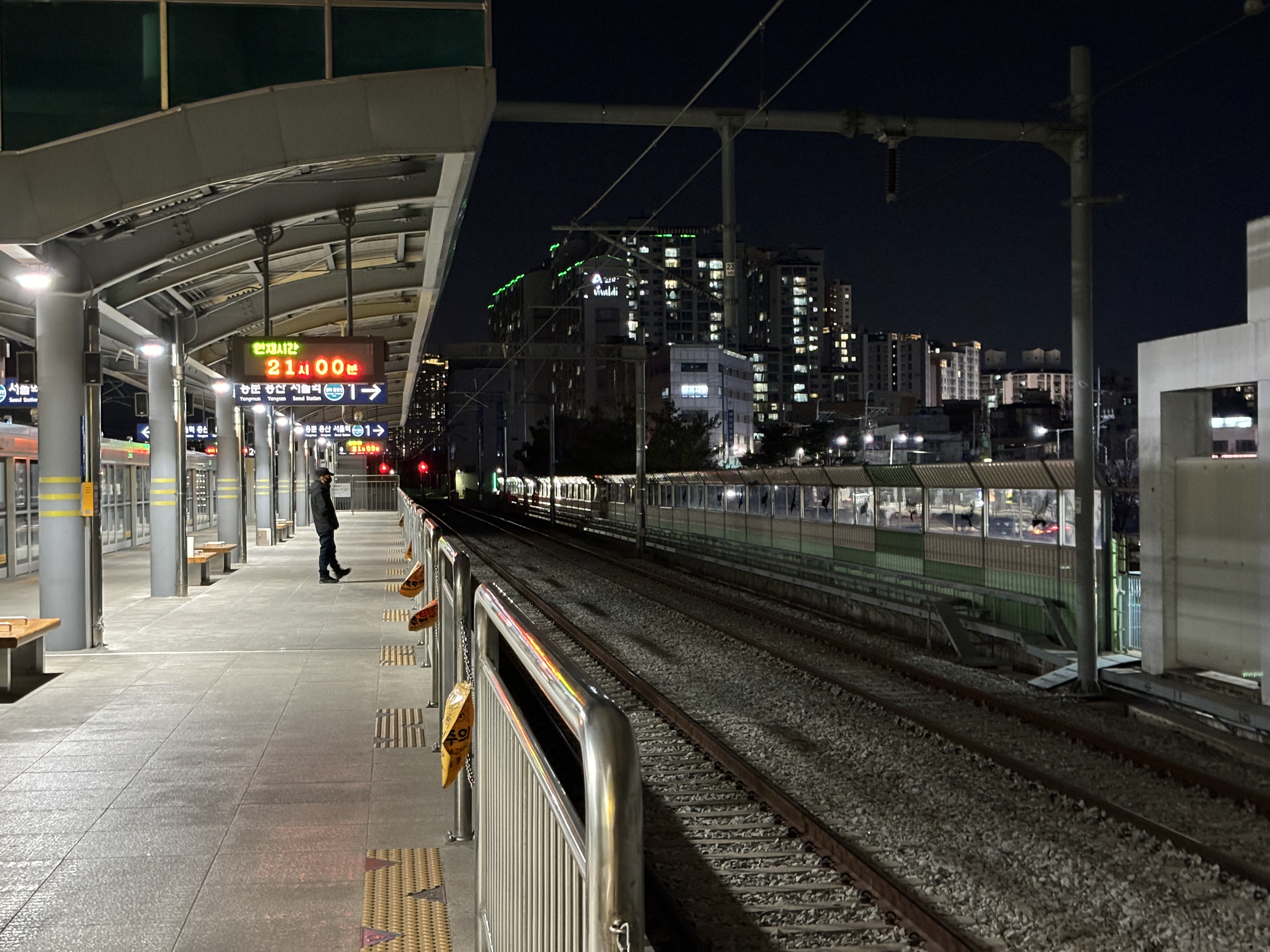
1站台原郊外线月台
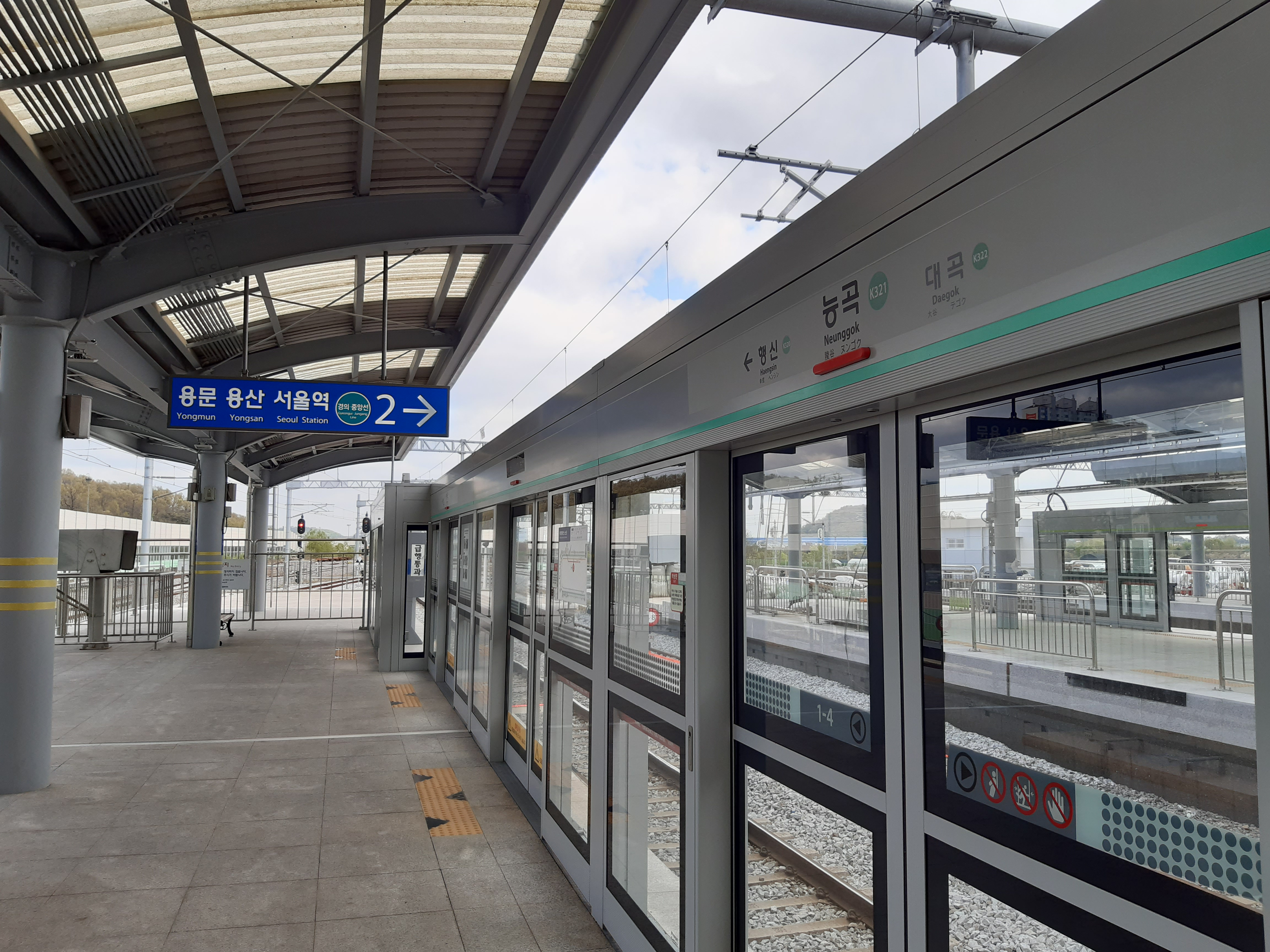
京义中央线月台
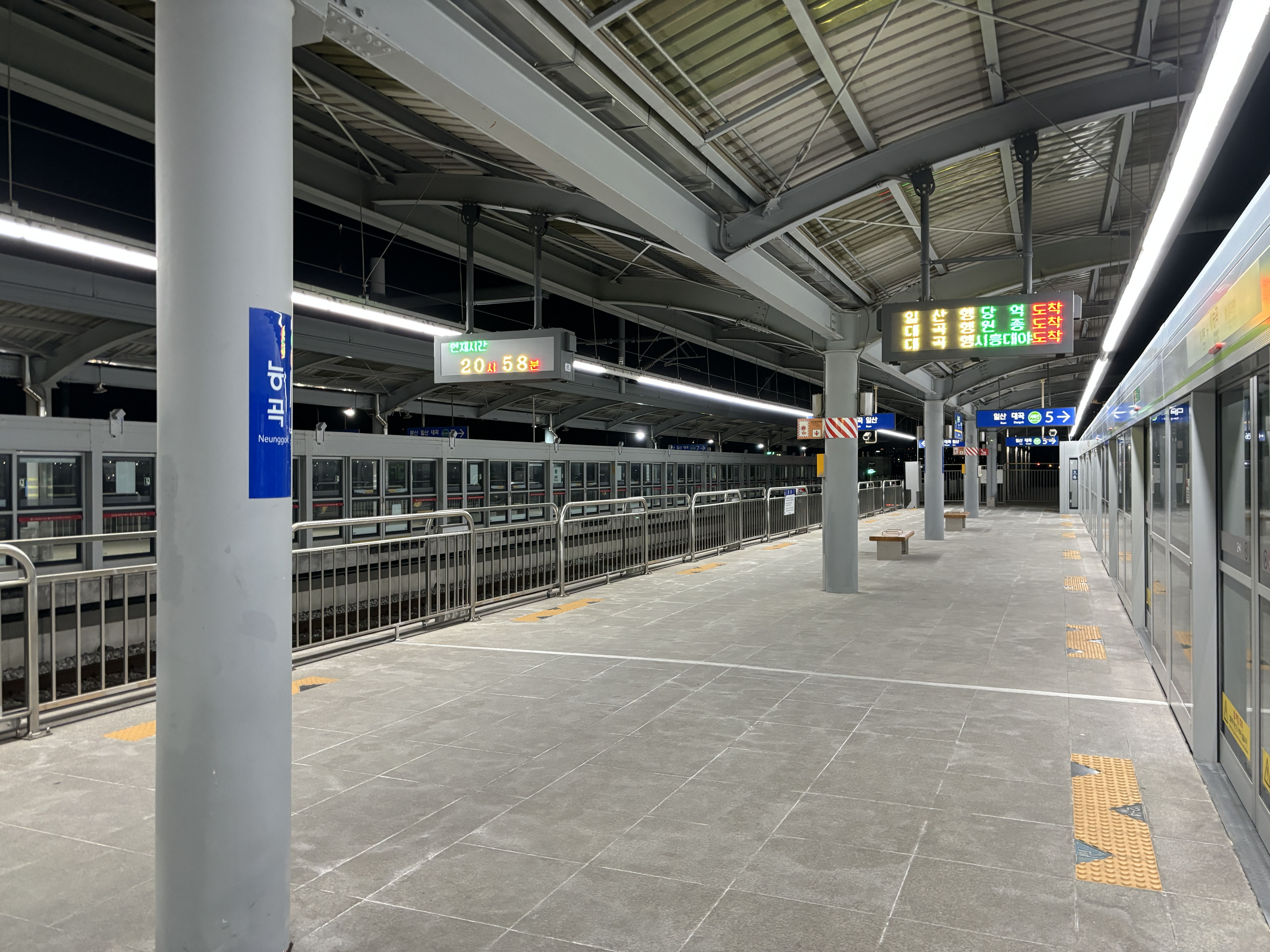
西海线站台

## 歷史
- 1909年4月1日：落成啟用。
- 2006年5月1日：货运列车停止停靠。
- 2009年7月1日：首都圈电铁京义线开始運行。
- 2019年10月2日：和平列車停止運行。
- 2023年7月1日：大谷素砂線站體启用[1]。

## 車站周邊
- 土堂初等學校
- 陵谷初等學校
- 陵谷中學
- 陵谷高校
- 陵谷市場
- 高陽幸州山城（朝鲜语：고양 행주산성）